# فلادو تانيسكي
فلادو تانيسكي (بالمقدونية: Владо Танески)‏ (1952-2008) صحفي جرائم وقاتل متسلسل من مقدونيا. مارس مهنة الصحافة لمدة 20 عامًا. اعتٌقِلَ في شهر تموز/يوليو عام 2008 في مسقط رأسه كوسوفو لارتكابه جريمة قتل بحق امرأتين كان قد كتب مقالات عن مقتلهما، وعندما اُعتقِل كان يجري استجوابه حول موت امرأة أخرى. هذه المقالات التي كان قد كتبها أثارت شُبهات الشرطة، حيث حصلو على معلومات لم يتم اطلاع العامة عليها. بعد إجراء تحليل الحمض النووي رُبطَ بين تانيسكي والجرائم. اُعتقِل وسُجن في 22 من شهر تموز/يوليو عام 2008 ووجد ميتاً في زنزانته في اليوم التالي لاعتقاله، بعد إقدامه على الإنتحار.

## حياته الشخصية
مهنة فلادو تانيسكي كصحفي امتدت 20 عامًا، وفي فترة ارتكاب الجرائم عمل كمراسلٍ لجريدة نوفا ماكدونيا (Nova Makedonjia) ويترنسكي فيزنك (Utrinki vesnik) في مدينة إسكوبية. انفصل تانيسكي عن زوجته وكانت علاقته مضطربه مع أمه المتوفية. والده أقدم على الإنتحار في عام 1990.

## الجرائم والإنتحار
أصبح تانيسكي مشتبه به في الجريمة بعد أن كتب مقال عن جريمة القتل المرتكبة بحق الامرأتين في كوسوفو. الضحيتان كانتا ميترا سيميانوسكا بعمر 64 سنة، وجدت ميتة في 2005; ولوبيكا ليكوسكا بعمر 56 سنة، التي قُتلت في شهر أيار/مايو عام 2008. الشرطة كانت تخطط لاستجواب تانيسكي على أثر اختفاء غورسيا بافليسكا بعمر 78 سنة في عام 2003. كل هؤلاء النساء كُنَّ فقيرات، عاملات نظافة غير متعلمات، حيث أن والدة تانيسكي كسبت قوتها كعاملة نظافة. الضحايا عرفنَ والدة تانيسكي شخصيًا.
استنادًا إلى الشرطة، احتوت المقالات على معلوماتٍ لم يتم إعلانها للعامة. مختلفة عن كل التقارير الأخرى الخاصة بهذه الجرائم التي نُشرت في الصحافة المقدونية، تانيسكي عَلمَ، على سبيل المثال، أن القاتل استخدم سلك الهاتف لتقييد الضحية وأن نفس السلك تُرك على مسرح الجريمة من قبل القاتل.
اعتُقلَ تانيسكي في 22 من شهر تموز/يوليو عام 2008 بعد أن تطابق الحمض النووي الخاص به مع السائل المنوي الذي وجد على الضحايا. اتُّهم بقتل الامرأتين والشرطة كانت تحضّر لإدانته بجريمة قتل الامرأة الثالثة، ولكن في اليوم التالي، وجد تانيسكي ميتًا في زنزانته في تيتوفو. غرق في دلو ماء، الشرطة قالت أن موته كان انتحار.